# François-Adolphe de Bourqueney

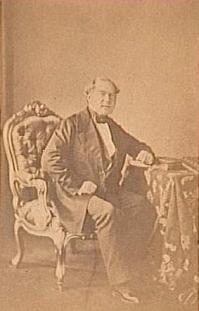
Fotografie von François-Adolphe de Bourqueney (1856)

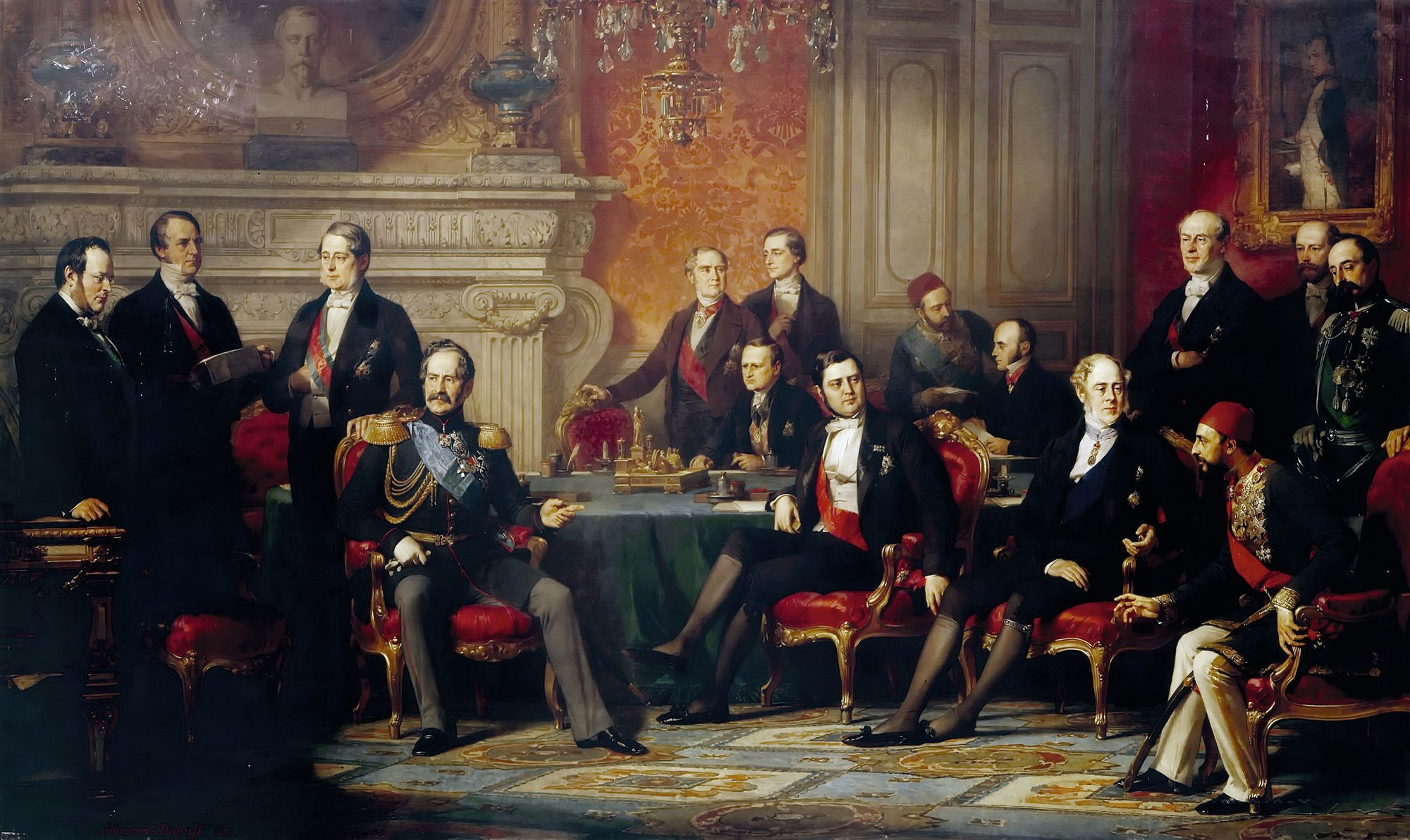
François-Adolphe de Bourqueney (Bildmitte, 5. von links) auf dem Pariser Kongress 1856. Bild von Édouard Dubufe

Unterschrift von François-Adolphe de Bourqueney

François-Adolphe de Bourqueney (* 7. Januar 1799 in Paris; † 26. Dezember 1869 ebenda) war ein französischer Politiker und Diplomat während der Restauration, der Julimonarchie und des Zweiten Kaiserreiches. Bourqueney war unter anderem Botschafter in Großbritannien, dem Osmanischen Reich und in Österreich. 1856 ernannte ihn Napoleon III. zum Senator auf Lebenszeit.

## Leben
François-Adolphe Comte de Bourqueney besuchte das Lycée impérial Bonaparte und wurde 1816, mit 17 Jahren, französischer Botschaftsattaché in den Vereinigten Staaten. Es folgten weitere diplomatische Ämter unter anderem als dritter Sekretär bei François-René de Chateaubriand an der französischen Botschaft in London und später als zweiter Sekretär an der französischen Botschaft in Rom. Nach Chateaubriands Absetzung 1824 verließ auch Bourqueney den diplomatischen Dienst und arbeitete als Journalist. Er war mehrere Jahre, zusammen mit Chateaubriand, Mitherausgeber des Journal des Débats.
Nach der Ernennung von Pierre-Louis-Auguste Ferron de La Ferronnays zum französischen Außenminister trat Bourqueney 1830 als Botschaftssekretär erneut in den französischen Staatsdienst ein. 1834 war er in London führend an den Nachverhandlungen zum Protokoll der Londoner Konferenz von 1830 beteiligt, das nach der Belgischen Revolution eine Loslösung Belgiens aus dem Königreich der Vereinigten Niederlande vorsah. 1841 wurde er zum Bevollmächtigten Minister sowie Geschäftsträger der französischen Botschaft in London ernannt und war dort als französischer Vertreter im Juli 1841 Mitunterzeichner des Meerengenvertrages. 1841 wechselte er als solcher, seit 1844 als Gesandter, an die französische Botschaft in das Osmanischen Reich nach Konstantinopel, wo er nach der Februarrevolution 1848 entlassen wurde.
Während des Zweiten Kaiserreiches wurde Bourqueney erneut reaktiviert und 1853 als Bevollmächtigter Minister an die französischen Botschaft in Österreich nach Wien entsandt. Mit Ausbruch des Krimkrieges im Sommer 1853 versuchte der französische Kaiser Napoleon III., gemeinsam mit Großbritannien, Österreich als Verbündeten gegen das Russische Kaiserreich zu gewinnen. Es kam im Dezember 1854 in Wien zum Abschluss eines Allianzvertrages zwischen den drei Staaten. Dafür wurde Bourqueney von Napoleon III. mit dem Großkreuz der Ehrenlegion ausgezeichnet und er erhielt von Kaiser Franz Joseph von Österreich das Großkreuz des Leopold-Ordens. Am Ende des Krimkrieges war Bourqueney zweiter Bevollmächtigter Frankreichs beim Friedenskongress von Paris sowie Mitverfasser und Mitunterzeichner des Pariser Friedens vom 30. März 1856.
Für seine Verdienste erhielt Bourqueney die Rangerhöhung zum Botschafter in Wien und wurde noch im März 1856 zum Senator auf Lebenszeit ernannt. Bei einem Empfang von Kaiser Franz Joseph erhielt er das Großkordon des Orden des Heiligen Stephanus, die höchste Auszeichnung Österreichs für einen ausländischen Diplomaten. Seine weitere Arbeit in Wien gestaltete sich allerdings zunehmend schwieriger. Mit den wachsenden Spannungen zwischen Italien und Österreich Anfang 1859 versuchte er vergeblich ein Eingreifen Frankreichs auf der Seite Italiens zu verhindern. Nach Ausbruch des Oberitalienischen Krieges im April 1859 zwischen Österreich und dem Königreich Sardinien mit dem Verbündeten Frankreich und dem Abschluss des Vorfriedens von Villafranca im Juli 1859, bat Kaiser Napoleon III. Bourqueney die Endverhandlungen zur Beendigung des Konfliktes für Frankreich in Zürich zu führen. Zusammen mit Gaston de Banneville, dem französischen Botschafter in der Schweiz, leitete er die Friedensverhandlungen die nach vier Monaten am 10. November 1859 mit der Unterzeichnung des Frieden von Zürich beendet wurden.
Nach den Verhandlungen und der Unterzeichnung des Friedensvertrages in Zürich erhielt Bourqueney von Kaiser Napoleon die Standeserhöhung vom Baron in den französischen Grafenstand als Comte de Bourqueney. Kaiser Franz Joseph sendete ihm zum Dank eine goldene Schnupftabakdose mit Diamanten und seinem Miniaturporträt. Noch im November 1859 verließ er den diplomatischen Dienst endgültig und widmete sich seiner Arbeit im Senat. Trotzdem galt sein Interesse auch weiterhin dem Diplomatischen Corps.
1866 erlitt Bourqueney einen leichten Schlaganfall, von dem er sich zunächst erholen konnte, 1868 folgte ein zweiter schwererer. Er starb am 26. Dezember 1869 in Paris, im Alter von 70 Jahren, nach einem weiteren Schlaganfall. François-Adolphe de Bourqueney war mit der Comtesse Alix Charlotte de Juigné (* 1822), der Tochter des Präfekten Victor Le Clerc de Juigné (1783–1871), verheiratet. Die Hochzeit fand 1845 in Blois statt. Seine Frau starb am 30. Oktober 1858 in Wien, ein Verlust der ihn schwer erschütterte.